# Toujours pas d'amour
Singles de Priscilla
Tchouk tchouk musik
(2003) Toi c'est moi
(2004)
Clip vidéo
[vidéo] « Toujours pas d'amour », sur YouTube
Toujours pas d'amour est une chanson de la chanteuse française Priscilla extraite de son troisième album, intitulé Une fille comme moi.
C'est une de ses chansons les plus connues,.
La chanson a été publiée en single au début de février 2004. C'était le premier single de cet album.
La chanson a débuté à la 9e place en France dans la semaine du 8 février et deux semaines plus tard a atteint sa meilleure position à la 5e place.

## Liste des titres
| 1. | Tchouk tchouk musik (Groove Mix) | 3:27 |
| 2. | Toujours pas d'amour (Remix)     | 3:26 |

## Classements
| Classement (2004)                       | Meilleure position |
| --------------------------------------- | ------------------ |
| Belgique (Wallonie Ultratop 50 Singles) | 21                 |
| France (SNEP)                           | 5                  |
| Suisse (Schweizer Hitparade)            | 39                 |

## Certifications
| Région                                                                                                 | Certification | Ventes/Streams |
| --- | ------------- | -------------- |
| France (SNEP)                                                                                          | Or            | 200 000*       |
| *Ventes selon la certification ^Mise en rayon selon la certification xNon précisé par la certification |               |                |